# Zeugnomyia aguilari
Zeugnomyia aguilari is een muggensoort uit de familie van de steekmuggen (Culicidae). De wetenschappelijke naam van de soort is voor het eerst geldig gepubliceerd in 1953 door Baisas & Feliciano.